# Danno morale
Il danno morale in diritto è un danno soggettivo, inteso come turbamento dello stato d'animo, ad esempio dovuto alla perdita di una persona cara o a violazioni dei propri diritti umani.

## Caratteristiche
Esso si sostanzia nella sofferenza psichica subita da un soggetto a causa di un fatto illecito commesso da altri, in uno stato transeunte che, in tema di risarcimento del danno deve essere accertato in sede civile.
Si tratta di danno che, sebbene spesso riconosciuto dal giudice, è difficilmente quantificabile perché dipendente da fattori soggettivi difficilmente accertabili e individuabili.

## Esempi
I danni morali sono il dolore, la depressione, l'ansia, i patemi d'animo, che possono avere varia origine: si pensi ad esempio ai parenti delle vittime di incidenti stradali, del lavoro, ecc.